# Dům kultury (Ostrov)

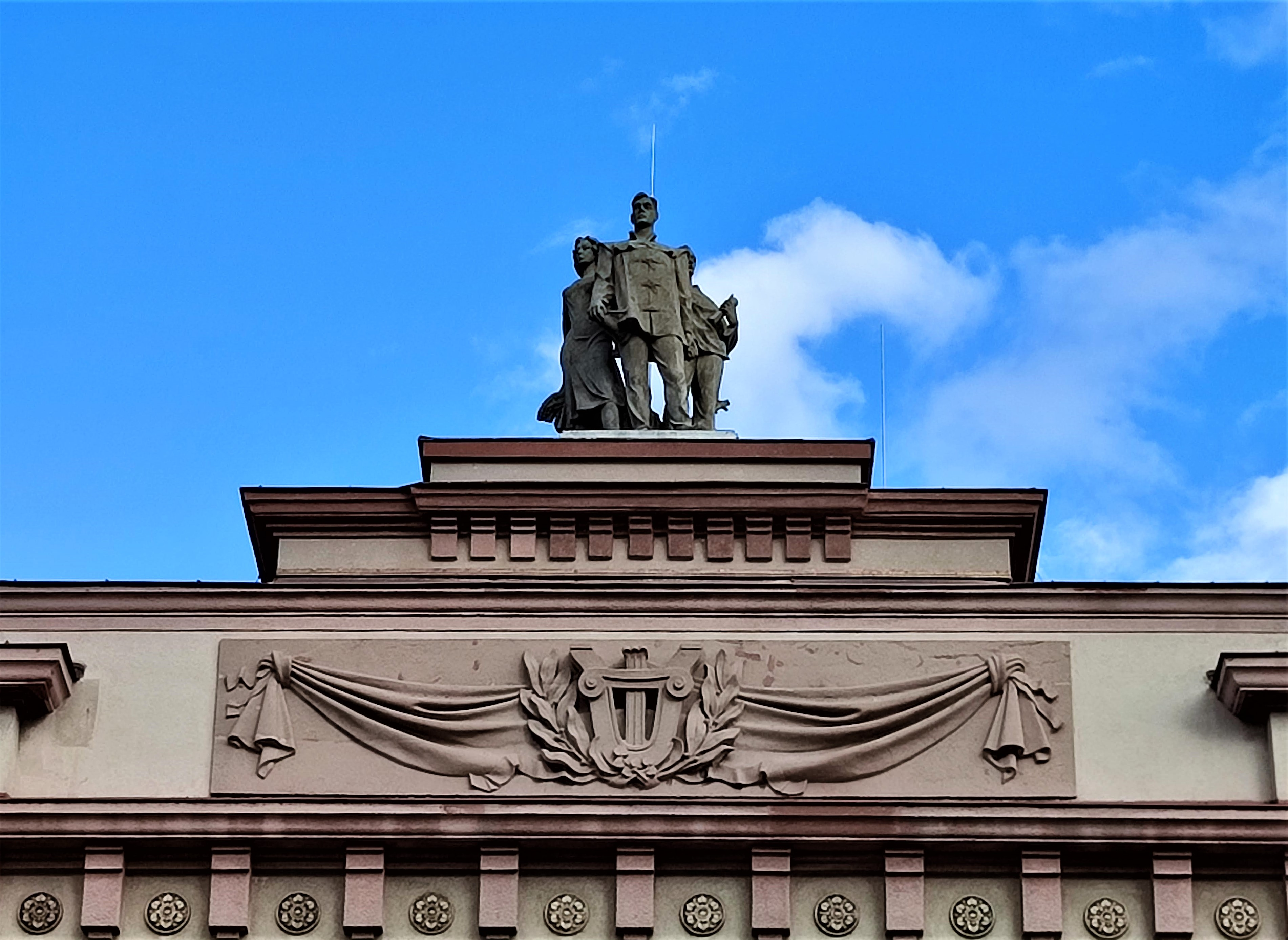
Sousoší Budovatelé na atice průčelí

Dům kultury v městě Ostrov u Karlových Varů je víceúčelový kulturní dům, který byl postaven v letech 1954–1955 jako součást a hlavní budova nového konceptu socialistického zahradního města Ostrov. 

## Architektura
Podle osově a středově symetrického urbanistického plánu stojí kulturní dům na východní straně tehdy nového Mírového náměstí se dvěma kašnami, na severní a jižní straně náměstí stojí osově proti sobě symetrické bloky obytných domů, otevřené tzv. čestným dvorem do náměstí. Severně a východně od kulturního domu za Tylovou ulicí jsou parky, jež dotvářely ideu socialistického zahradního města. 
Ak. arch. Jaroslav Krauz (1908-1991) a Ing. arch. Josef Sedláček projekt vypracovali jako socialistický závazek v rekordně krátkém čase v roce 1953.

## Výzdoba
Exteriér
Nad průčelím: Sousoší tří postav v nadživotní velikosti, k jehož vytvoření byl přinucen akademický sochař Jaroslav Šlezinger, vězněný ve Vykmanově.
Na vlysu římsy reliéfy: znak města Ostrova, emblémy divadla (masky Tragédie a Komedie) a hudby (lyra).
Interiéry
- Akademický sochař a grafik Václav Lokvenc (1930-2002)[4] vytvořil šest výjevů z dějin hornictví v Čechách a Československu, z nich 4 mají lineární kresbu švarclotem s barvným kolorováním technikou podmalby na skle, barvy jsou průsvitné a od počátku pod ně byl instalováno zářivkové osvětlení.
- Akademická malířka Jarmila Kalašová-Svobodová (1927-?)[5] namalovala na východní stěnu foyer vedle vstupu do divadelního sálu obraz Tanec na louce technikou fresky.

## Vybudování kulturního a kreativního centra (2022-2025)
"Cílem realizace projektu je vytvoření kulturně kreativního centra se zaměřením na divadlo, hudbu, kino, kreativní virtuální realitu a ostatní kulturní činnosti v objektu Domu kultury, který je od roku 1954 let tradičním místem společenského života v Ostrově. Rekonstrukcí prostor dojde k vytvoření kvalitního a moderního zázemí pro všechny žánry – divadlo, kino, společenské kulturní akce, hudební zkušebny, učebny, nahrávací studio, prostor pro hudební workshopy a semináře. Stávající sály a přidružené prostory budou rekonstruovány včetně potřebných technologií tak, aby nabídly prostor pro kvalitní produkci a představení pro veřejnost." 

## Galerie

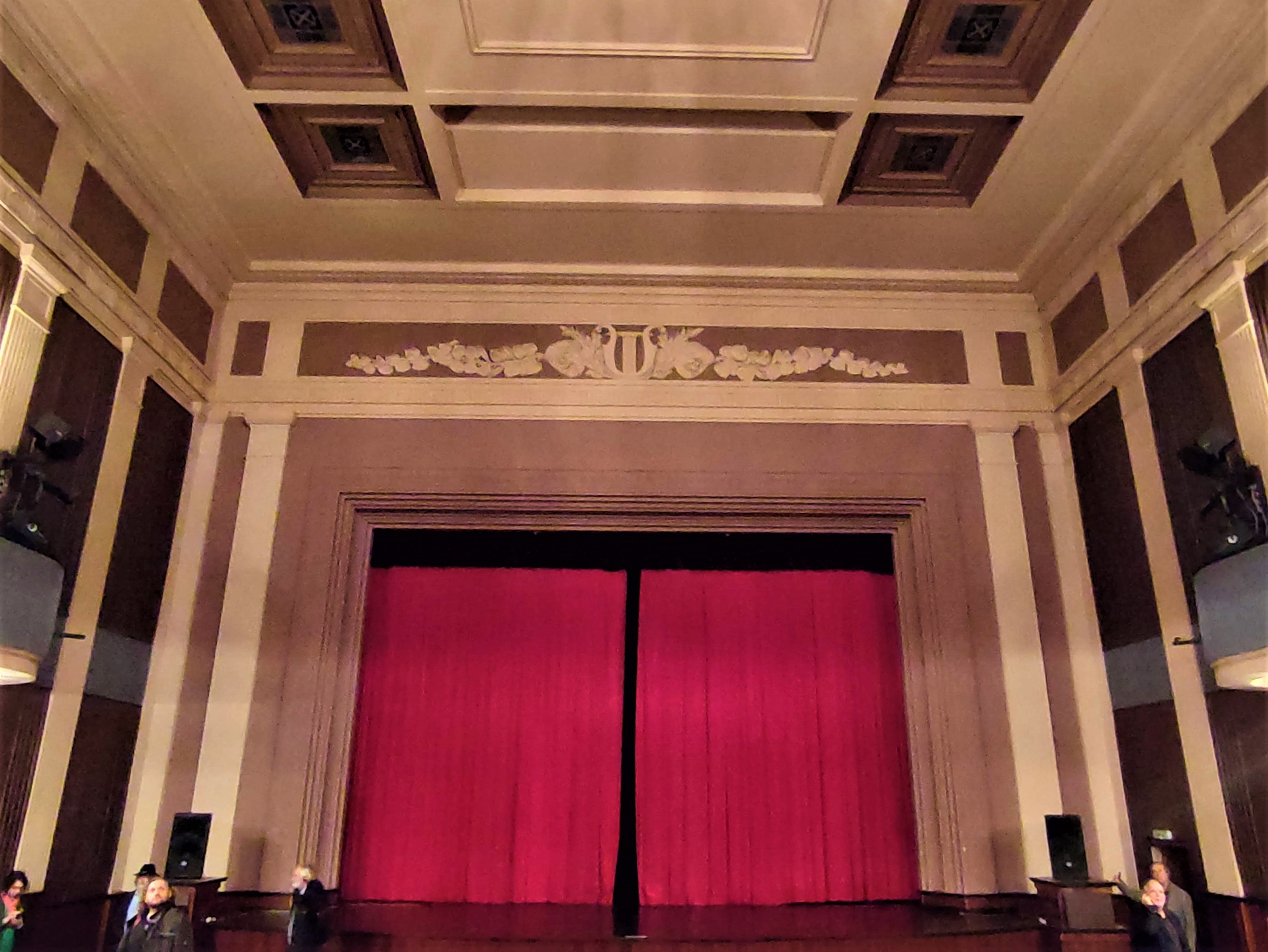
Divadelní sál-jeviště
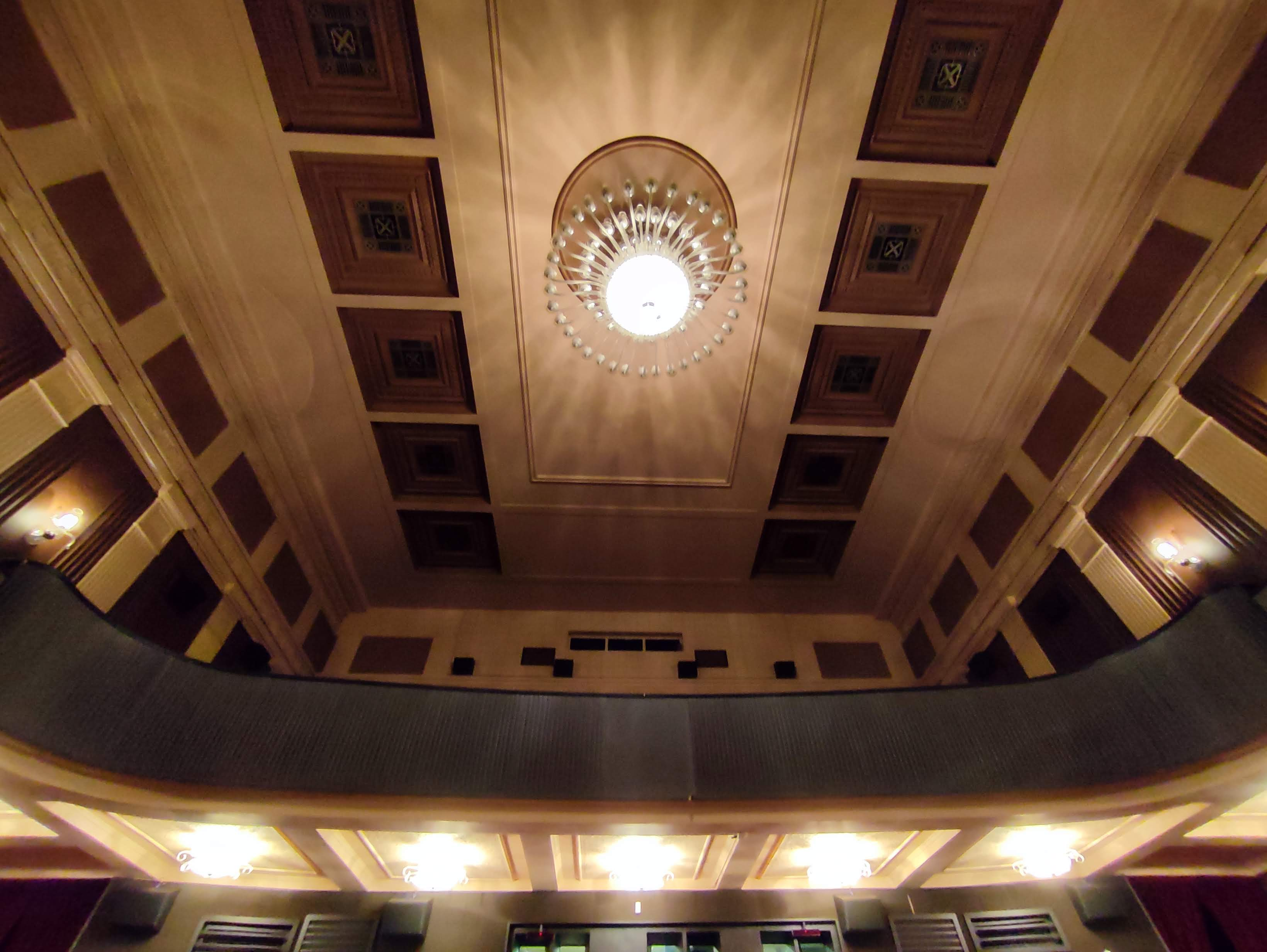
Divadelní sál-hlediště
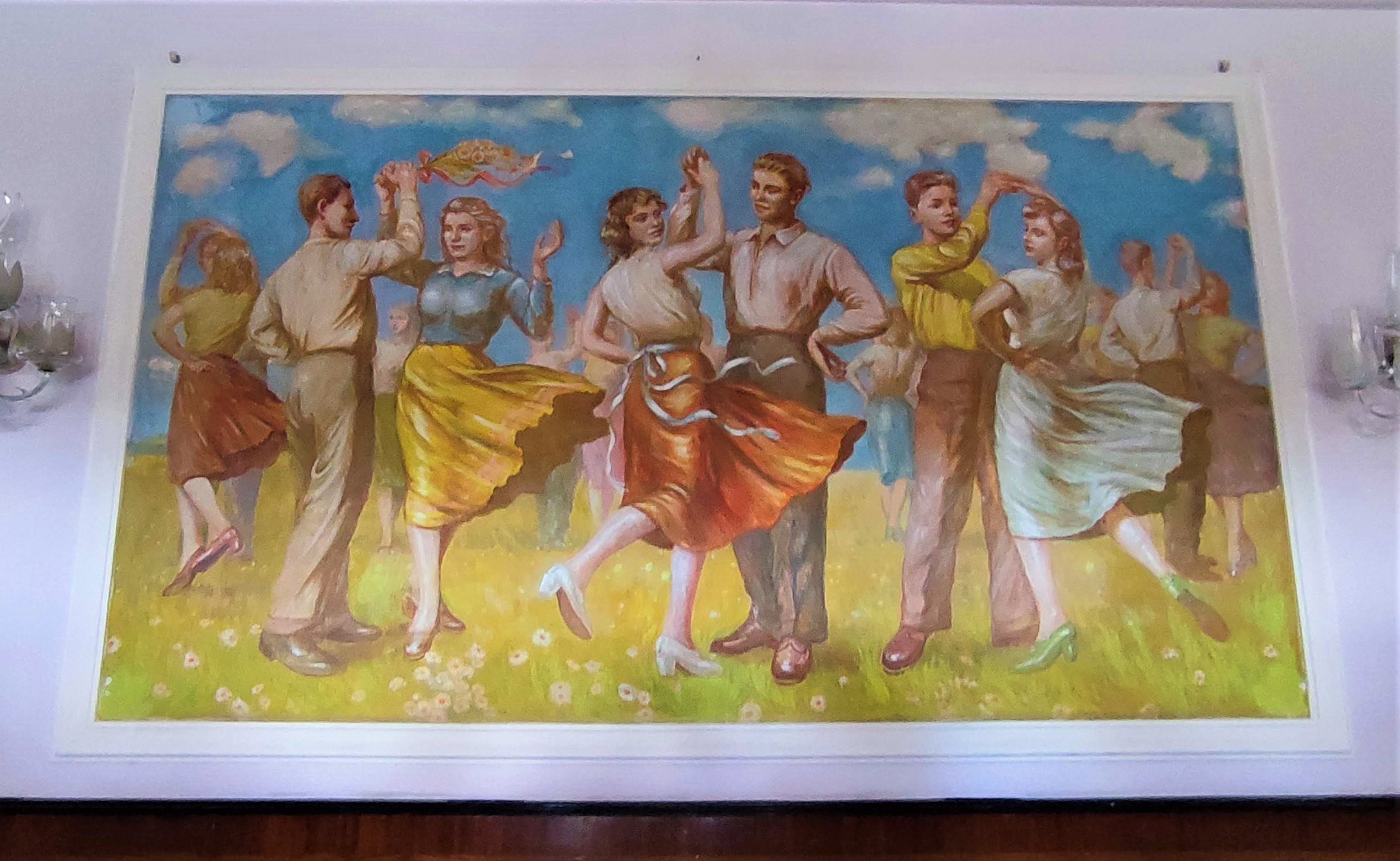
Tanec- malba ve foyer
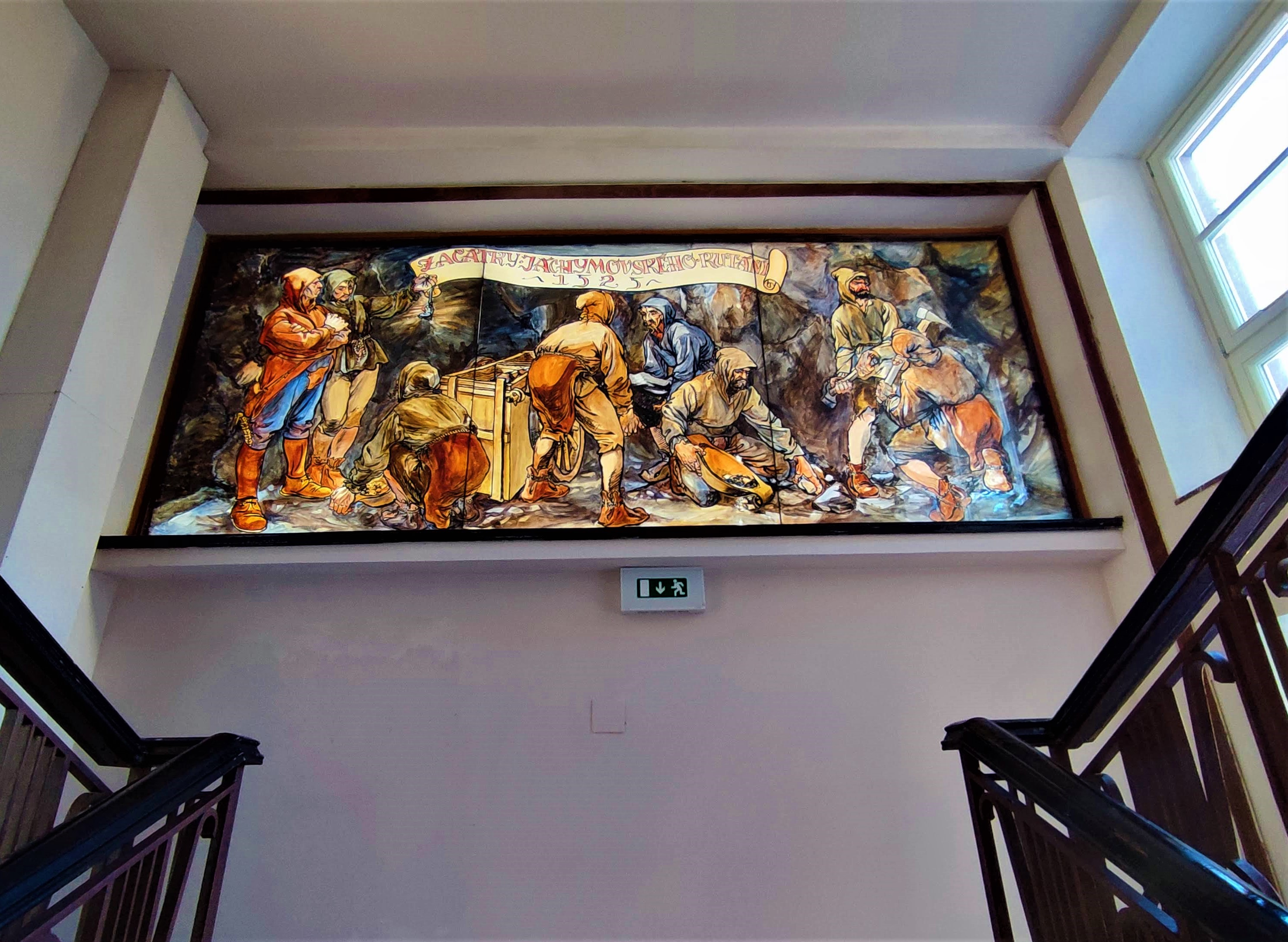
Podesta schodiště
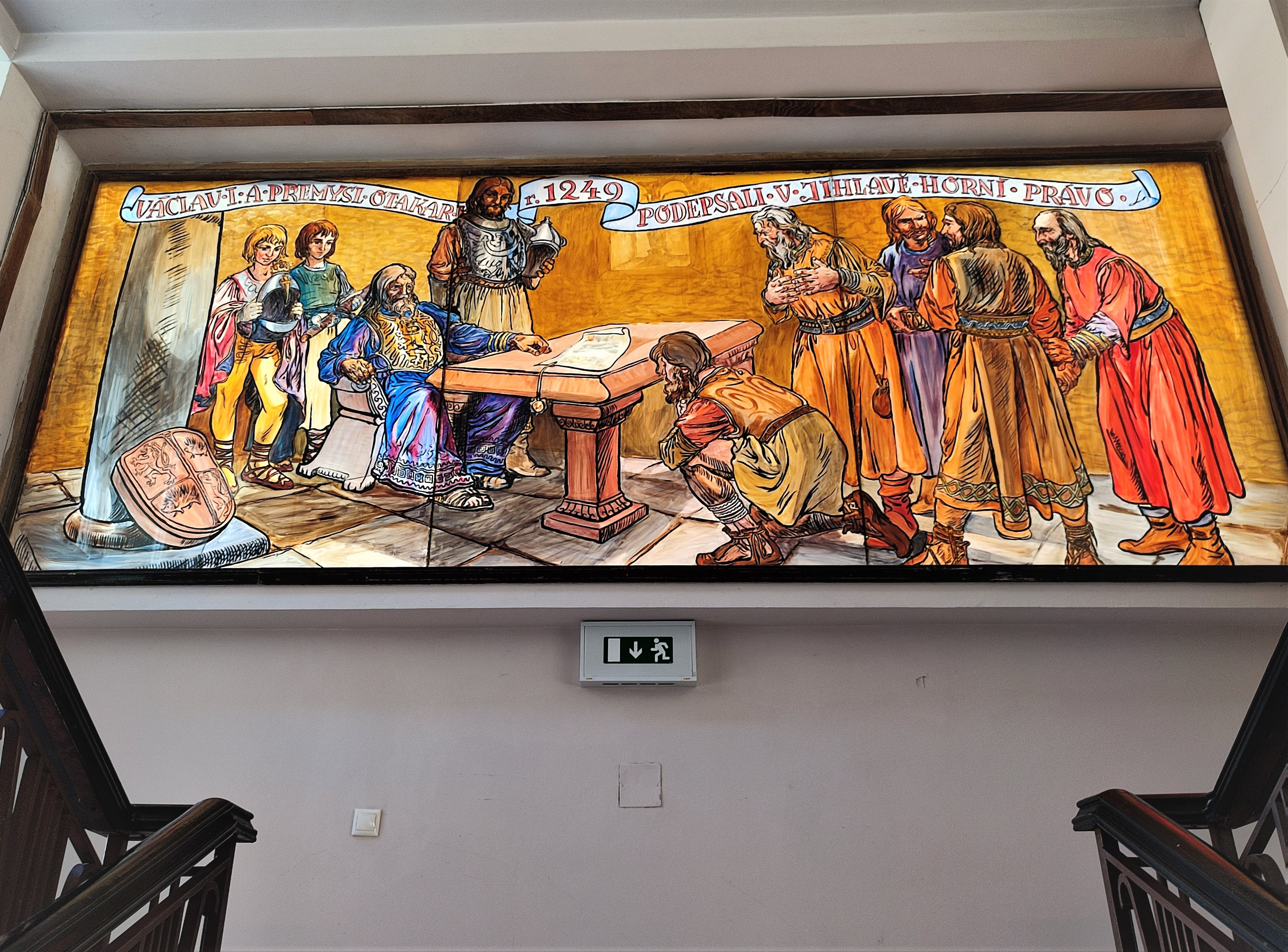
Jihlavské horní právo
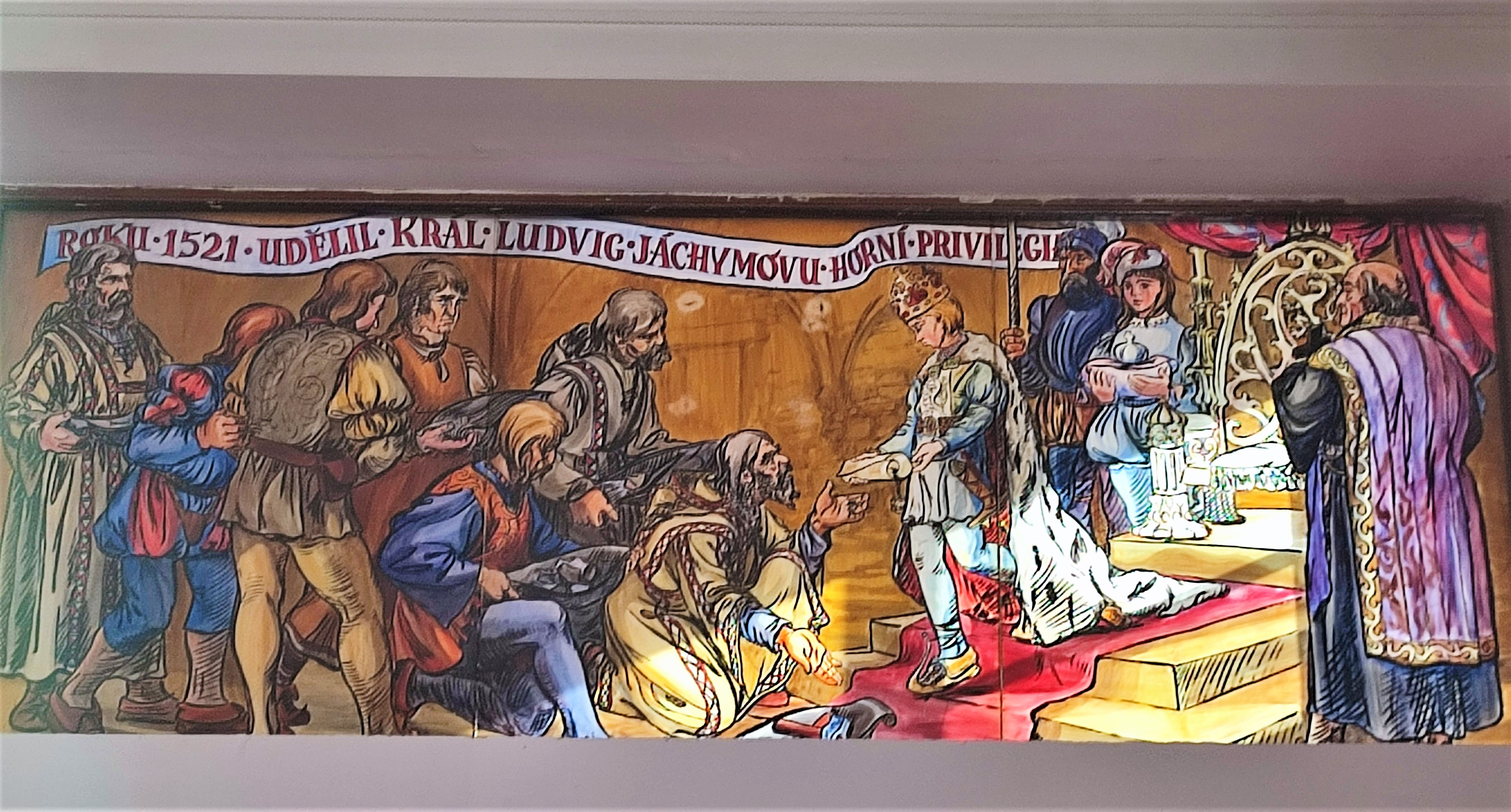
Jáchymovské důlní právo
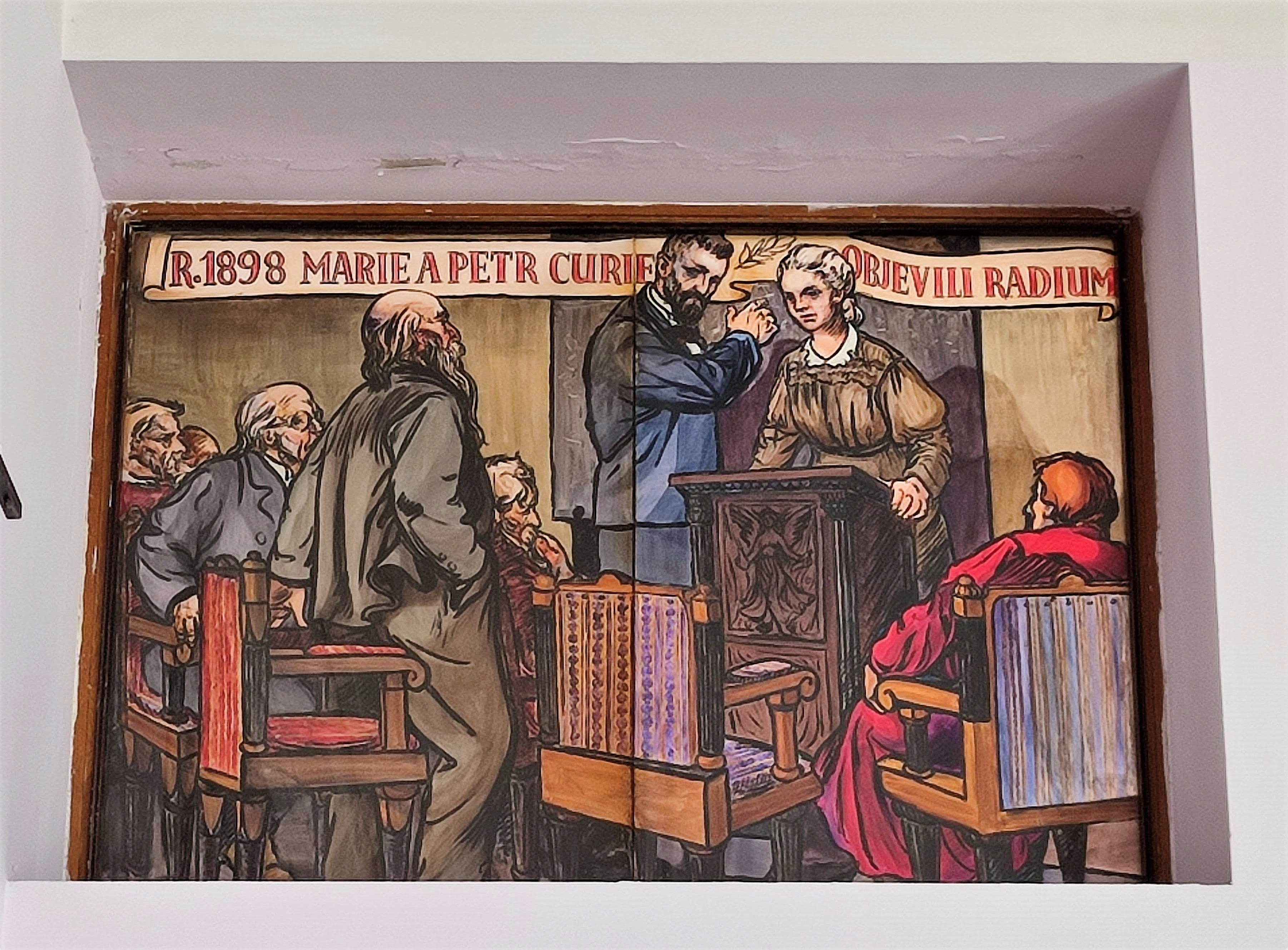
Manželé Curieovi objevili radium
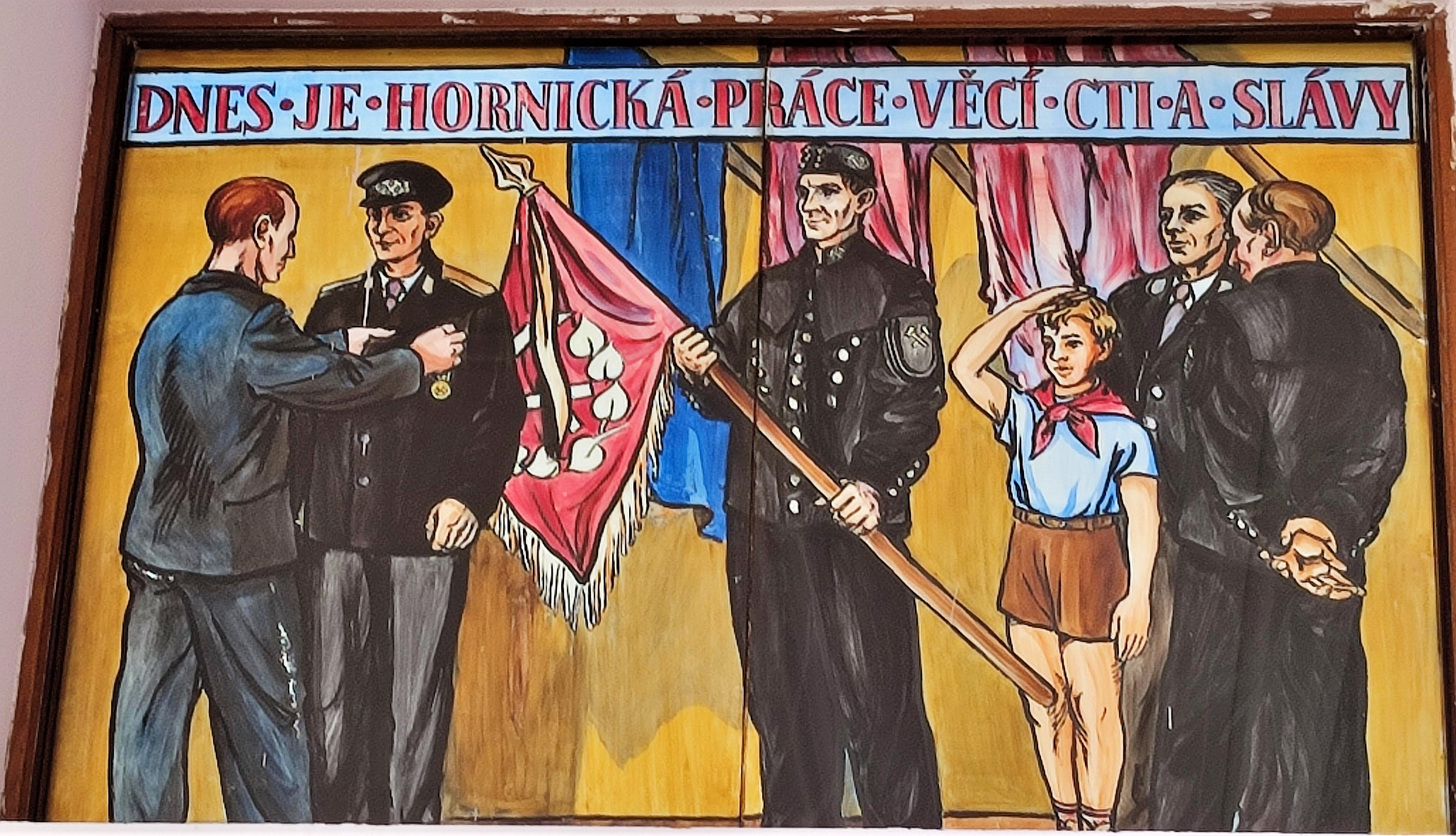
Vyznamenávání horníků
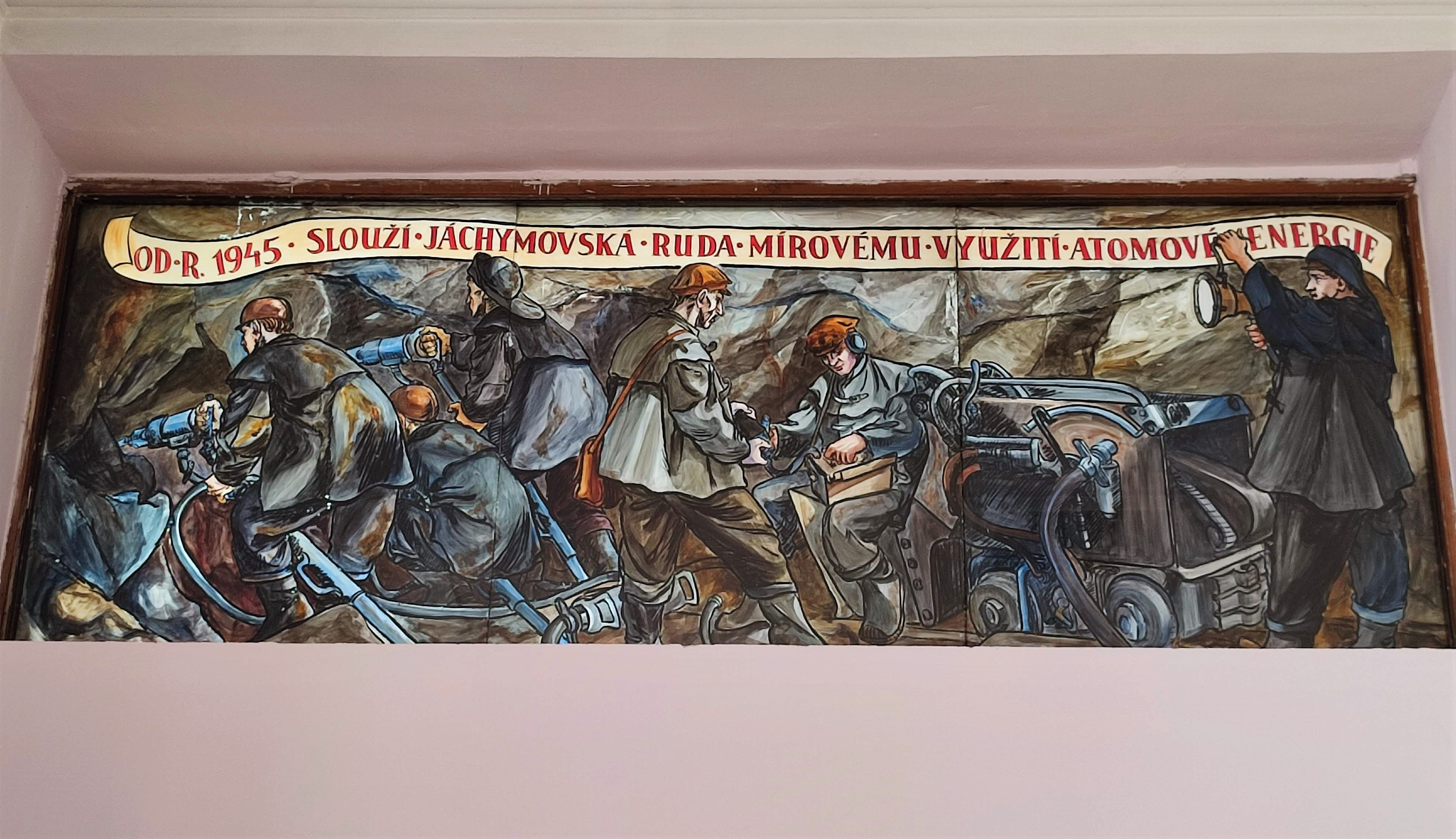
Političtí vězni těží jáchymovskou rudu